# Каменецкий, Ефим Айзикович
Ефи́м А́йзикович (Алекса́ндрович) Камене́цкий (27 июля 1935, Новозыбков — 2 мая 2021, Санкт-Петербург) — советский, российский актёр театра и кино, театральный педагог. Народный артист России (2008).

## Биография
Родился 27 июля 1935 года в Новозыбкове Западной области в семье Айзика Моисеевича Каменецкого (1897—?) и Марии Абрамовны Ягудиной (1902—?). В начале Великой Отечественной войны был с родителями эвакуирован в Большой Вьяс (Пензенской области).
Окончил 
Пензенский государственный педагогический институт в 1958 году.

### Театральная актёрская деятельность
- 1958—1960 — Пензенский областной драматический театр имени А. В. Луначарского.
- 1960—1963 — Казанский ТЮЗ.
- В 1963 году — Северо-Осетинский республиканский театр русской драмы.
- 1963—1968 — Казанский БДТ им. Качалова.
- 1968—1969 — Рижский театр русской драмы.
- 1969—1986 — Ленинградский театр им. Ленсовета.
- 1986—1987 — Ленинградский областной Малый драматический театр.
- С 1987 года — актёр Театра имени В. Ф. Комиссаржевской.

Преподавал, выпустил несколько курсов студентов в Санкт-Петербургской государственной академии театрального искусства, работал как театральный педагог в Польше и Англии.

### Смерть
Скончался на 86-м году жизни 2 мая 2021 года в Санкт-Петербурге. Церемония прощания прошла 6 мая в Театре имени Комиссаржевской. Урна с прахом захоронена в колумбарии на Красненьком кладбище.

## Звания
- Заслуженный артист РСФСР (16 июня 1978);
- Народный артист Российской Федерации (11 апреля 2008)[9].

## Семья
Жена — заслуженная артистка РСФСР Галина Никулина (1947—2020).

## Фильмография
- 1969 — Проводы белых ночей (ТВ)  — Воробьев
- 1973 — Укрощение строптивой (ТВ) — Баптиста
- 1975 — Единственная — пассажир поезда
- 1976 — Как зайка летал на воздушных шариках (ТВ)
- 1976 — Майор музыки (ТВ)
- 1977 — Беда — майор в колонии
- 1977 — Строгая мужская жизнь
- 1977 — Первые радости — Матвей Никитич, эпизод
- 1977 — Объяснение в любви — чекист
- 1979 — Бабушкин внук — Константин Николаевич, отец «Алёшки»
- 1979 — След на земле
- 1980 — Жизнь и приключения четырёх друзей (ТВ) — Сергей Ефимович
- 1981 — «20 декабря»
- 1981 — Деревенская история — Эдуард Иванович Таранкин
- 1981 — Путешествие в Кавказские горы
- 1981 — Жизнь и приключения четырёх друзей 2 (ТВ) — Полярник
- 1981 — Мегрэ и человек на скамейке — Фред клоун
- 1983 — Оловянные кольца — доктор Лечиболь
- 1983 — Семь крестиков в записной книжке — Оливье Лёкёр
- 1984 — Пусть цветёт иван-чай (ТВ)
- 1987 — Алкмена и Амфитрион (ТВ) — Созий
- 1990 — «Антигона» (ЛенТВ) — Креон
- 1992 — Томас Бекет (ТВ) — Джильберт Фолиот
- 1993 — Ты у меня одна — сослуживец Тимошина
- 1993 — Жизнь и приключения четырёх друзей 3 (ТВ) — Полярник
- 1994 — Жизнь и приключения четырёх друзей 4 (ТВ) — полярник
- 1999 — В зеркале Венеры (сериал) — директор НИИ
- 1999 — Разведённые мосты — Михаил Борисович
- 2002 — У нас все дома (сериал) — Александр Иванович, клиент
- 2006 — Столыпин… Невыученные уроки (сериал)
- 2006 — Катерина (сериал) — свидетель по делу Андрея Харламова
- 2006 — Свой-чужой (сериал) — шахматист
- 2006 — Старые дела — дядя Федя
- 2009 — Питерские каникулы (ТВ) — Семён Николаевич
- 2009 — Литейный 4 (сериал) — директор НИИ (серия 16-я «Кража»)
- 2011 — Пётр Первый. Завещание (мини-сериал) — Андрей Нартов
- 2011 — Счастливчик Пашка (сериал) — Симачёв
- 2011 — Улицы разбитых фонарей 11 (сериал) — Сергей Васильевич, отец Ксении (серия 1 и 2-я «Осколки империй»)
- 2012 — Личные обстоятельства (мини-сериал) — Степаныч
- 2015 — Семейный альбом (сериал) — Роберт Григорьевич Попандопуло
- 2017 — Игра в фантазию (документальный фильм) — играет самого себя
- 2018 — Петербург. Любовь. До востребования — Николай
- 2018 — Смертельный номер (сериал) — Зильбер
- 2019 — Счастье в конверте — дед Василий

## Озвучивание
- 1987 — Заколдованный доллар
- 1997 — Звёздный десант — Маршалл Белл
- 2000 — 6-й день — Кен Поуг
- Записал множество аудиокниг. На студии звукозаписи полностью прочёл роман «Война и мир», став единственным исполнителем всех «ролей», в том числе слов автора[10].